# Peter Ryom
Peter Ryom (Copenaghen, 31 maggio 1937) è un musicologo danese, autore del Catalogo Ryom e fra i massimi studiosi di Antonio Vivaldi nel XX secolo.
Il suo catalogo è considerato l'edizione standard delle opere di Vivaldi ed ha sostituito i precedenti cataloghi di Pincherle, Fanna e Rinaldi.

## Pubblicazioni
- Peter Ryom, Antonio Vivaldi. Table de concordances des œuvres (RV), Kopenhagen, Engstrøm & Sødring, 1973,  pp. 92 p. illus. 24 cm, ISBN 87-87091-00-3.
- Peter Ryom, Verzeichnis der Werke Antonio Vivaldis (RV). Kleine Ausgabe, Kopenhagen/Leipzig, Engstrøm & Sødring/Deutscher Verlag für Musik, 1974, OCLC: 63852775.
- Peter Ryom, Verzeichnis der Werke Antonio Vivaldis (RV), Leipzig, Deutscher Verlag f. Musik, VEB, 1974, OCLC: 3671203.
- Peter Ryom, Les manuscrits de Vivaldi, Kopenhagen, Antonio Vivaldi Archives, 1977, ISBN 87-87677-00-8.
- Peter Ryom, Répertoire des œuvres d'Antonio Vivaldi : les compositions instrumentales, Kopenhagen, Engstrøm & Sødring, 1986, ISBN 87-87091-19-4.
- Peter Ryom, Antonio Vivaldi. Thematisch-systematisches Verzeichnis seiner Werke (RV), Wiesbaden, Verlag Breitkopf & Härtel, 2007, ISBN.